# Beyzanur Mete
Beyzanur Mete (* 30. Juni 1995 in Istanbul) ist eine türkische Schauspielerin.

## Leben und Karriere
Beyzanur Mete wurde am 30. Juni 1995 in Istanbul geboren. Sie studierte an der Beykent Üniversitesi. Ihr Debüt gab sie 2012 in der Fernsehserie Bir Zamanlar Osmanlı. Im selben Jahr trat sie in Arka Sokaklar auf. Anschließend wurde sie 2016 für die Serie Adını Sen Koy gecastet. Ihre erste Hauptrolle bekam Mete 2018 in dem Film Üç Harfliler: Beddua. Unter anderem war sie 2020 in der Serie Uyanış: Büyük Selçuklu zu sehen.

## Filmografie
Filme
- 2018: Üç Harfliler: Beddua
- 2018: Bende Kal
- 2019: 45-25: Kusursuz Cinayet

Serien
- 2012: Bir Zamanlar Osmanlı
- 2012: Arka Sokaklar
- 2013: Beni Böyle Sev
- 2016: Adını Sen Koy
- 2017: Diriliş Ertuğrul
- 2020: Uyanış: Büyük Selçuklu